# Hans Heinrich Suter
Hans Heinrich Suter (Zurigo, 3 ottobre 1878 – Montclair, 16 novembre 1955) è stato un calciatore, arbitro di calcio e dirigente sportivo svizzero.

## Carriera
Giocò come difensore nella squadra della sua città, il Grasshoppers, con il quale vinse il campionato del 1900. Escludendo le isole britanniche, la Svizzera tedesca era all'epoca una delle regioni più avanzate nello sviluppo del nuovo sport pedatorio, e così per Suter fu facile inserirsi nel Milan allorquando, nel 1900, si trasferì nel capoluogo lombardo.
Campione d'Italia nel 1901, Suter fu componente fisso della terza linea rossonera per cinque stagioni. Nel maggio 1902 partecipa con i rossoneri al torneo calcistico del campionato nazionale di ginnastica. Dopo aver superato il L.R. Vicenza in semifinale, si aggiudica la vittoria ad ex aequo con l'Andrea Doria al termine della finale contro i genovesi, terminata a reti bianche, ed il titolo di campione d'Italia, la Coppa Forza e Coraggio e la Corona di Quercia.
Nel 1905 passò definitivamente al ruolo di dirigente societario ed arbitro federale, già intrapreso da tempo.
Uscito dal mondo del calcio, andò a cercare fortuna economica negli Stati Uniti d'America. Morì nel New Jersey il 16 novembre 1955.

## Palmarès

### Calciatore

#### Club

##### Competizioni nazionali
- Campionato svizzero: 1

Grasshoppers: 1899-1900
- Campionato italiano: 1

Milan: 1901

##### Altre Competizioni
- Torneo FGNI: 2

Milan: 1902, 1905
- Medaglia del Re: 2

Milan: 1901, 1902